# Раннсфйорден
Раннсфйорден — четверте за величиною озеро Норвегії з площею 140,7 км2. Об'єм трохи більше 6,6 км3, найбільша глибина становить 131 м. Розташоване на висоті 135 м над рівнем моря. Лежить у графствах Іннланнет і Акерсгус у муніципалітетах Ґран, Євнакер, Нордре-Ленд і Сьондре-Ланд в округах Ланд і Гаделанд. Дренується річкою Раннсельва.
У Колі Земному Сноррі Стурлусон записав, що Гальвдан Чорний, батько Гаральда Вогневолосого, першого короля Норвегії, переїжджав озеро, повертаючись додому після візиту до Гаделанду. Подорожуючи конем і саньми, коли озеро нібито було замерзлим, він провалився під лід і потонув.

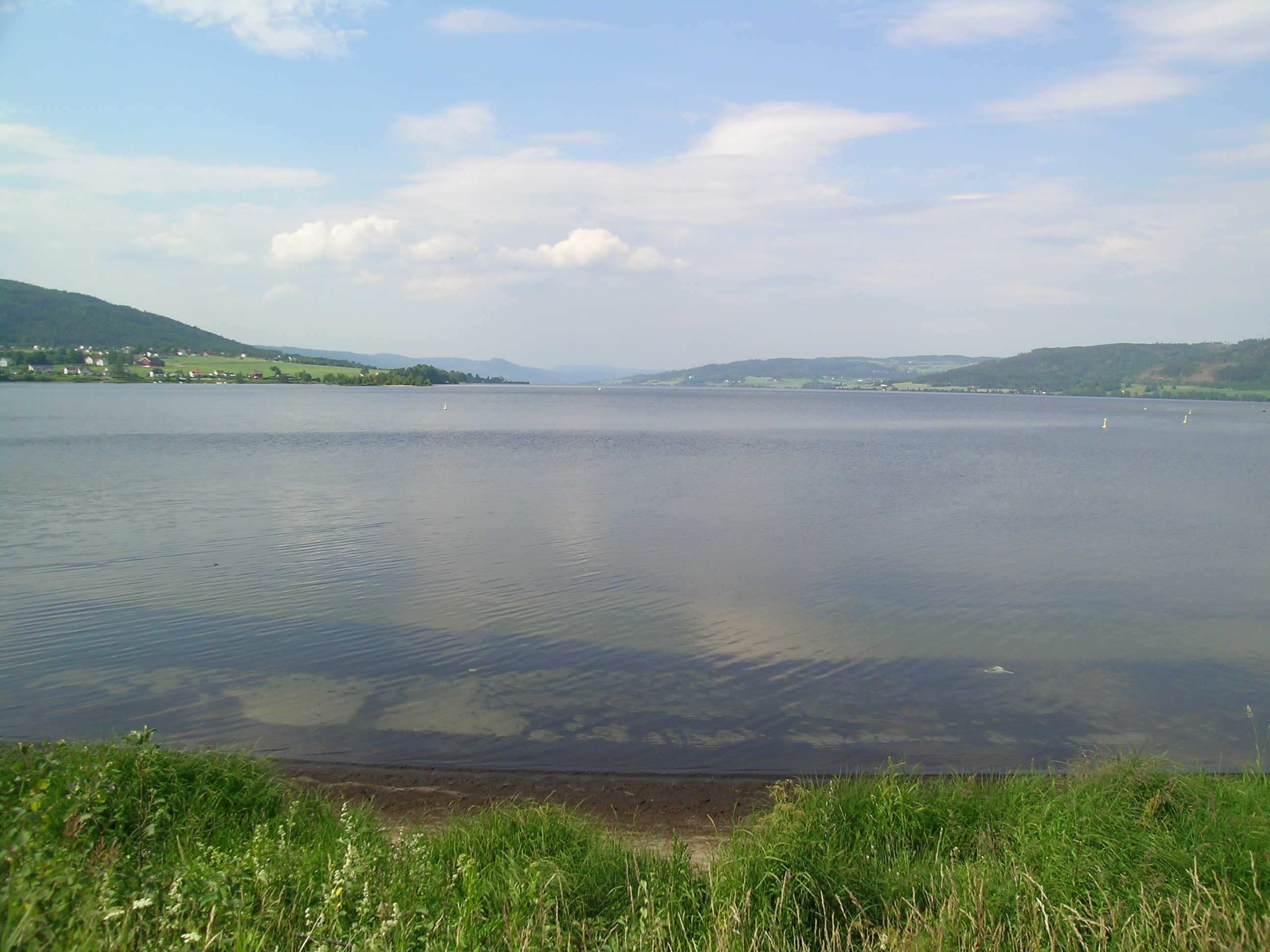
Краєвид на північ від Євнакеру

Нині на березі озера створено багато полів для гольфу. Між Горном на східному березі та Тангеном на західному березі курсує поромна переправа Танген — Горн. Це останній автомобільний пором Норвегії, який регулярно працює на внутрішньому озері. Від Євнакера до Однеса Раннсфйорденом курсує екскурсійний катер MS Kong Haud.

## Назва
Давньоскандинавська форма назви була просто Rǫnd, що походить від слова rǫnd, яке означає «смуга» або «край» (стосовно довгої та вузької форми озера). Останній елемент -fjorden (кінцева форма fjord) є пізнішим доповненням до назви, яку вперше записано 1691 року. Хоча термін «фіорд» зазвичай описує затоку з морською водою, яка з'єднана з океаном, насправді Раннсфйорден — прісноводне озеро вузької форми, приблизно вирівняне вздовж осі північ-південь.